# Jordi Parra
Pour les articles homonymes, voir Parra.
Jordi Parra, né le 28 juin 1934 à Badalone en Espagne, est un ancien joueur, entraîneur et dirigeant de basket-ball espagnol. Il évolue au poste de meneur. Il fut président de la Joventut Badalona.

## Palmarès
- Finaliste des Jeux méditerranéens de 1959